# Балка Широка (смт Обрив)
Балка Широка — балка (річка) в Україні у Кальміуському районі Донецької області й Неклинівському районі Ростовської областей (Росія).

## Опис
Довжина балки приблизно 35,12 км, найкоротша відстань між витоком і гирлом — 21,76  км, коефіцієнт звивистості річки — 1,61 . Формується декількома балками та загатами.

## Розташування
Бере початок на південно-східній околиці села Клинкине. Тече переважно на південний захід через село Ванюшкине, через Кривокіський лиман і у селищі Обрив впадає у Таганрогзьку затоку (Азовське море).
Населені пункти вздовж берегової смуги: Самійлове, Ковське, Максимов, Маркине, Новаоазовськ, Сєдове.

## Цікаві факти
- На південній стороні села Маркине балку перетинає автошлях М14[3] (автомобільний шлях міжнародного значення на території України, Одеса — Мелітополь — Новоазовськ — пункт пропуску Новоазовськ (кордон із Росією).).
- У XX столітті на балці існували молочно,- вівце тваринні ферми (МТФ, ВТФ), водосховища, водокачки та багато газових свердловин[2].